# Rhododendron dauricum
Rhododendron dauricum is een struik uit de heidefamilie (Ericaceae).
Het verspreidingsgebied loopt van het Altajgebergte door Siberië tot in Korea en Japan. Sommige bronnen geven aan dat de westelijke verspreidingsgrens in de Oeral ligt.
De soort werd door Carl Linnaeus vermeld in zijn Species plantarum uit 1753. De bloemen hebben een roze kleur. Er bestaat er ook een vorm met witte bloemen. Deze werd geïmporteerd uit Japan, waar ze vermoedelijk al zeer lang door Japanse liefhebbers gekweekt werd.
De soort heeft tot 2,5-4 cm brede bloemen. De bloeitijd valt vroeg: in februari en maart. Afhankelijk van weer en klimaat kan zelfs in januari reeds bloei optreden. De bloemen zijn alleenstaand of staan met zijn tweeën bijeen. Ze steken boven de bladeren uit.
De 3-4 × 0,5-1 cm grote, ovale bladeren zijn met schubben bedekt, iets wat met een vergrootglas is waar te nemen. De bovenzijde is donkergroen en wordt roodbruin in de winter. Dit geldt overigens niet noodzakelijk voor de witbloeiende vorm. De onderzijde van de bladeren is lichtgroen. De bladeren zijn leerachtiger dan van Rhododendron mucronulatum, waarmee ze in het wild gemakkelijk hybridiseert.
De plant is semi-groenblijvend, de meeste bladeren vallen af maar enkele bladeren aan de toppen van de twijgen blijven behouden.
De 1-2 m hoge struik is sterk vertakt en heeft een compacte vorm.

## Tuin
De soort staat bekend als zeer goed winterhard (tot -30 °C). De winterhardheid kan echter sterk verschillen, zodat het raadzaam kan zijn om bij strenge vorst in België en Nederland toch wat bescherming te bieden.

## Cultivars
- Rhododendron dauricum 'Rosa'
- Rhododendron ×rovellii (Rhododendron dauricum × Rhododendron arboreum)
- Rhododendron dauricum 'Arctic Pearl'
- Rhododendron dauricum 'Madison Snow'

... · 
R. arboreum · 
R. atlanticum · 
R. canadense · 
R. catawbiense · 
R. caucasicum · 
R. dauricum · 
R. ferrugineum (Gewone alpenroos) · 
R. groenlandicum · 
R. hirsutum (Harig alpenroosje) · 
R. lapponicum · 
R. luteum (Pontische azalea) · 
R. occidentale · 
R. ponticum (Pontische rododendron) · 
R. quinquefolium · 
R. smirnowii · 
R. tomentosum · 
R. vaseyi · 
...